# Kapr na černo
Kapr na černo je český tradiční štědrovečerní způsob úpravy kapra. Jde o nejstarší dochovaný český recept na vánoční úpravu kapra.[zdroj?] Recept je založen na vařeném kaprovi, černé omáčce připravené z kořenové zeleniny, sušeného ovoce, mandlí a povidel. Jako příloha se obvykle podávají bramborové šišky nebo knedlíky. Ve starších receptech byla do černé omáčky přidávána i kapří krev.

## Historie
Recept na kapra na černo sahá až do 16. století a odráží ještě středověké chutě, kdy se běžně kombinovalo sladké a slané.

## Černá omáčka
Černá omáčka může být také připravena se zvěřinou nebo králíkem. Existuje i sladká varianta černé omáčky v níž je vynechána kořenová zelenina a v závislosti na receptu bývají přidávány další ingredience. Někdy je sladká varianta černé omáčky nazývána muzika, odvárka, vocet, lízačka, břečka či tomáškový kompot.